# Ћинхуангдао
Ћинхуангдао (秦皇岛, Qínhuángdǎo) град је у Кини у покрајини Хебеј. Према процени из 2009. у граду је живело 816.428 становника.

## Становништво
Према процени, у граду је 2009. живело 816.428 становника.
| 1990.   | 2000.   | 2009    |
| ------- | ------- | ------- |
| 518.912 | 676.012 | 816.428 |